# Trullhalsars gravfält
Trullhalsars gravfält är ett gravfält från järnåldern i Fjäle, Anga socken på östra Gotland.
Gravfältet består av 320 synliga gravar av olika typer, däribland ett gravröse, 291 runda stensättningar, en skeppssättning, 26 domarringar, 31 resta stenar och en stenrad. En del stensättningar är prydda med gravklot. Den största domarringen är 15 meter i diameter och består av klumpstenar som är upp till 1,2 meter höga.  
Gravfältet beskrevs första gången av Carl Gustav Gottfried Hilfeling 1801. En arkeologisk undersökning av gravfältet gjordes 1915-1916 av Birger Nerman. Mellan 2004 och 2006 gjordes nya undersökningar. Fynden som påträffades härrörde från 600- och 700-talen efter Kristus, men spänner troligen över en vidare tidsrymd.
Gravfältet inköptes 1930 av Gotlands fornvänner och restaurerades 1933.

## Bilder

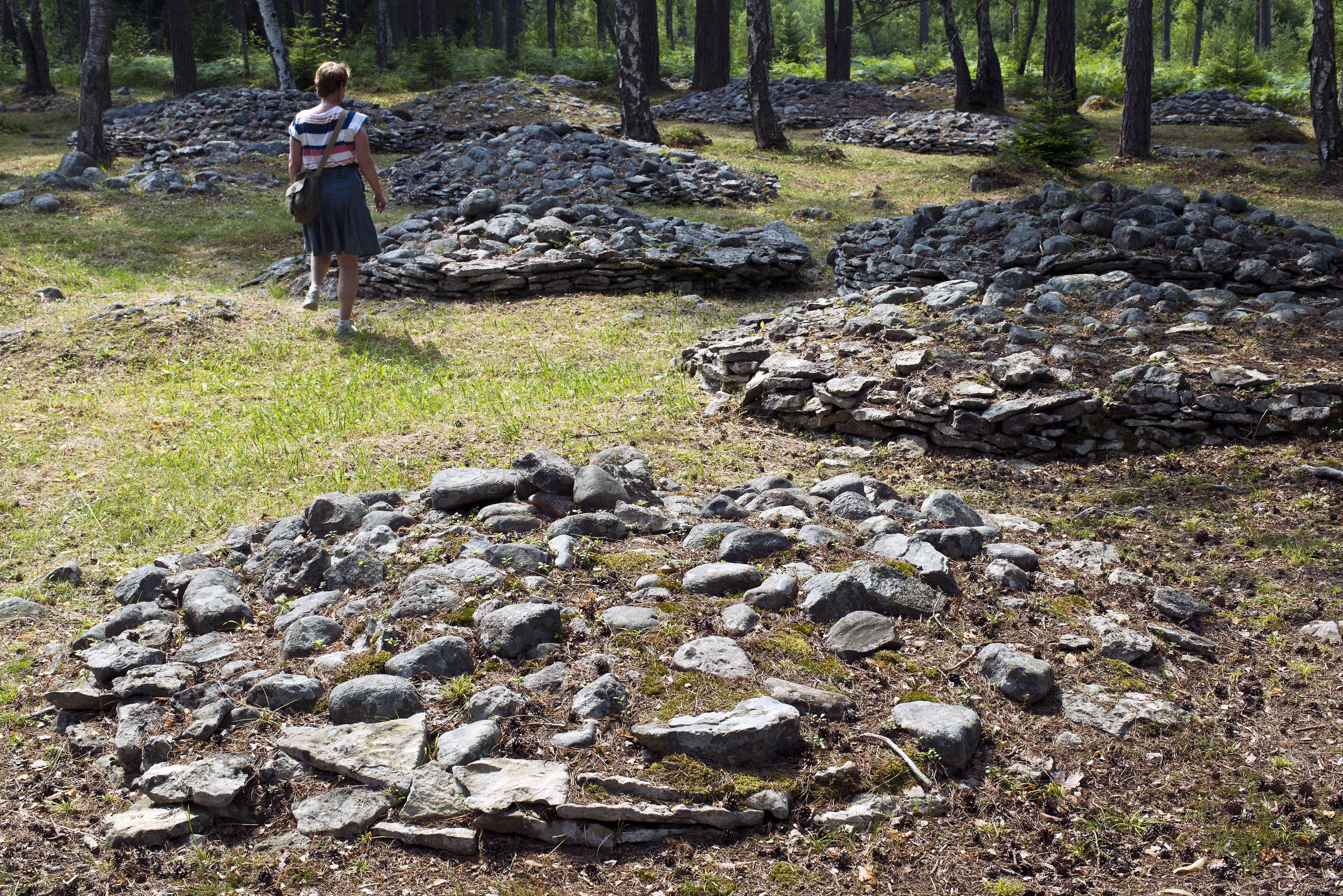
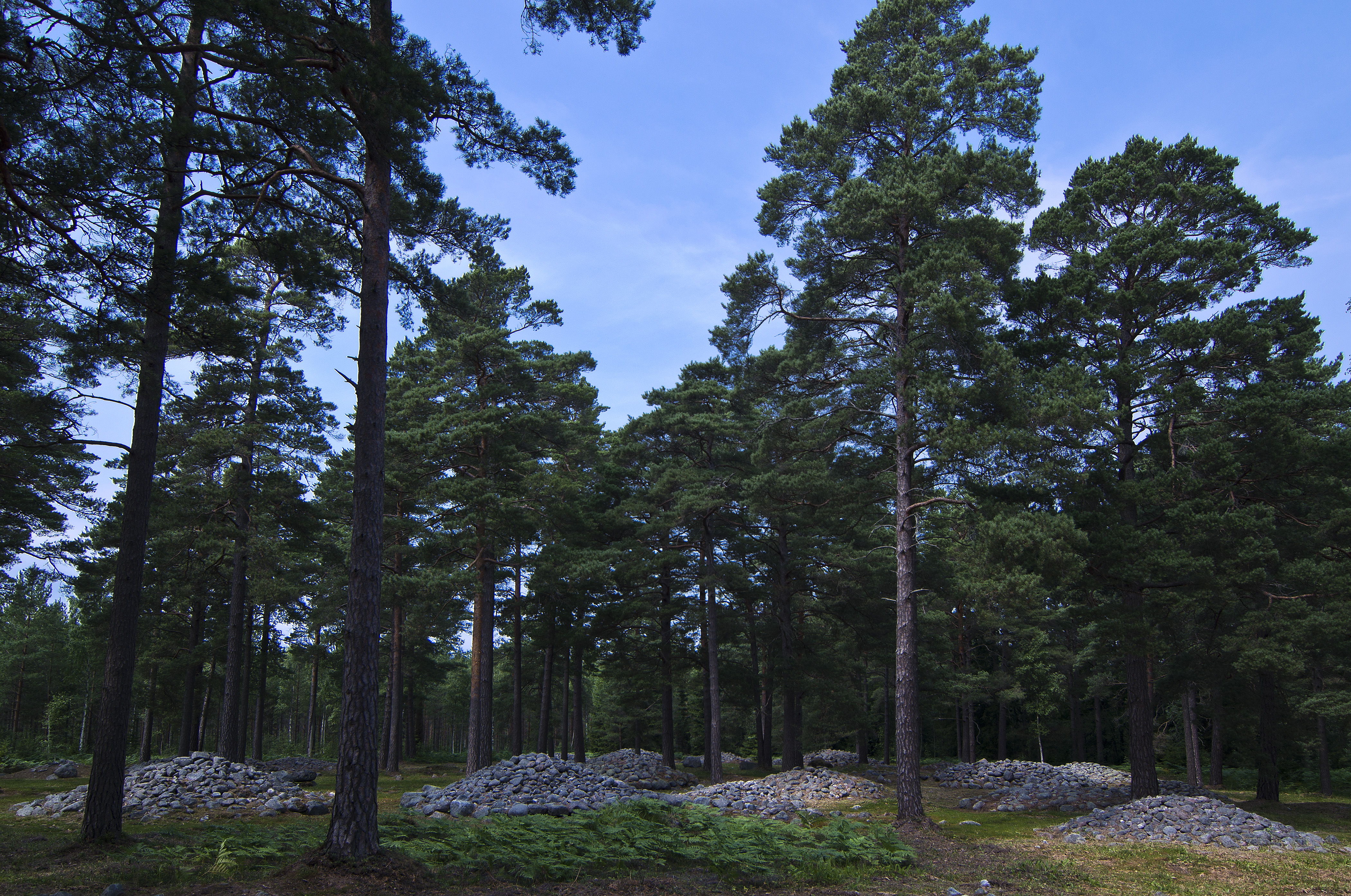
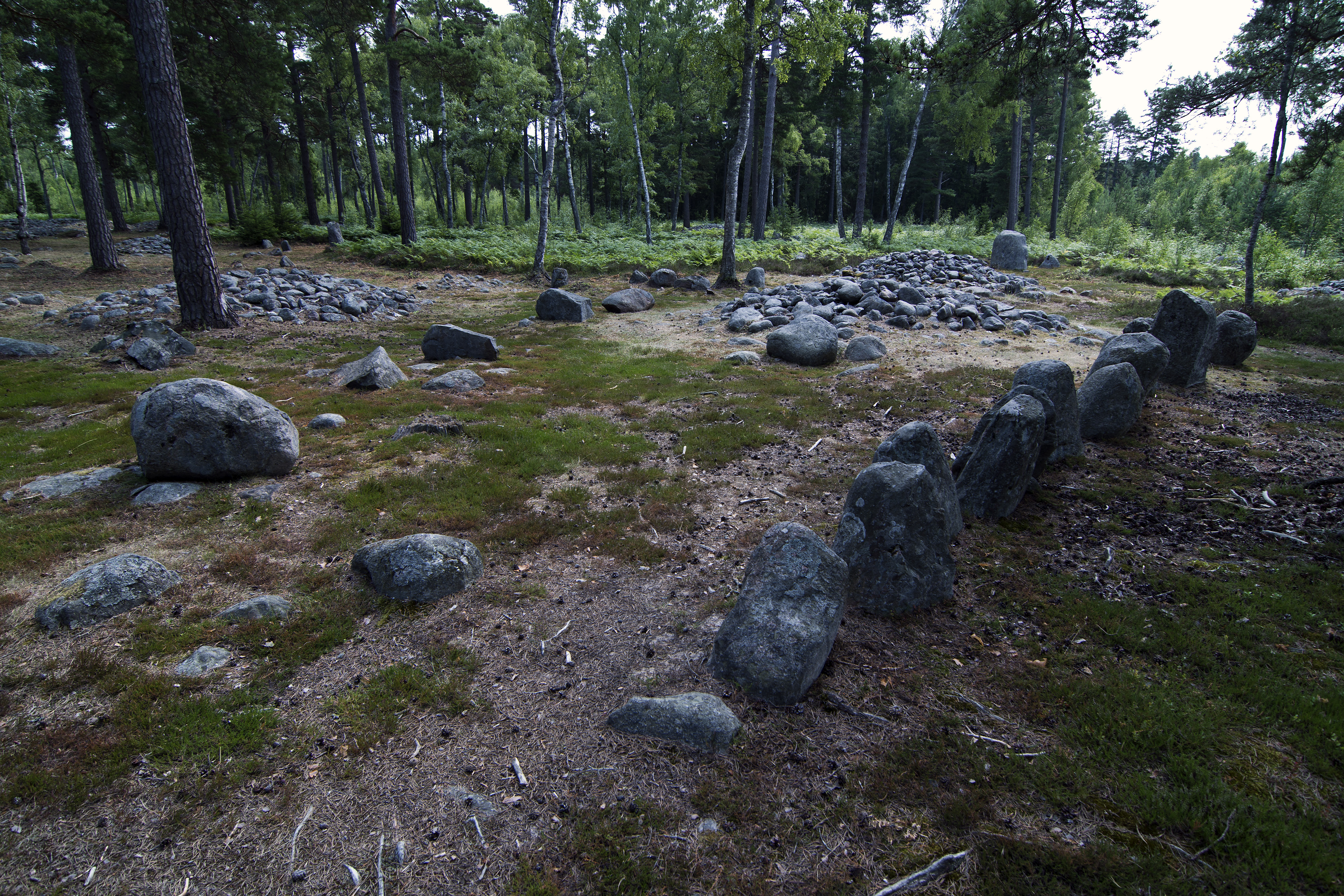
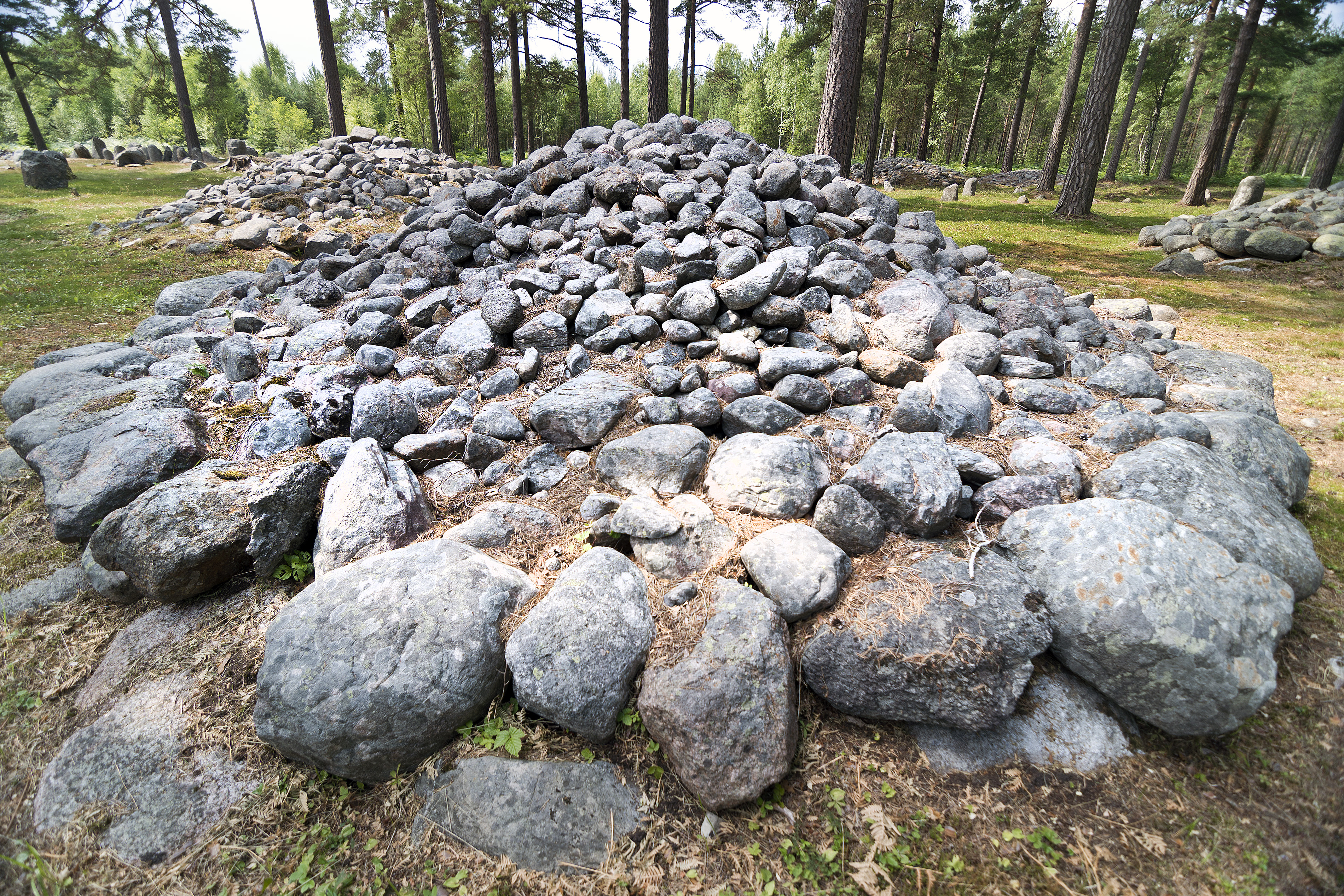
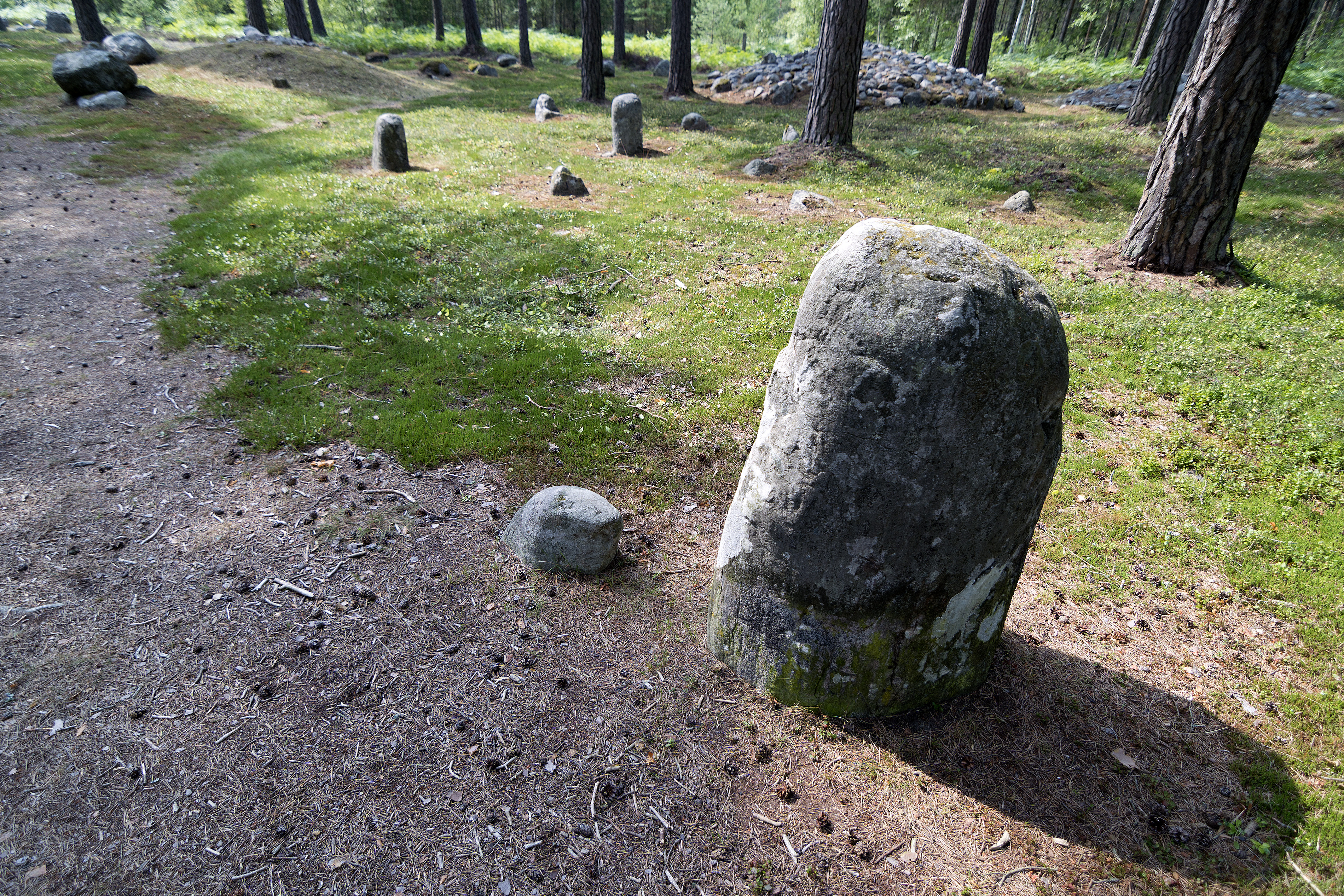